# Premier Livre de Samuel
Le Premier Livre de Samuel (en hébreu ספר שמואל : Sefer Sh'muel) est un livre biblique qui fait partie des Livres des Prophètes (Nevi'im) dans la Bible hébraïque et des Livres historiques dans l'Ancien Testament chrétien. Le livre se concentre sur la vie de Samuel, consacré à YHWH par sa mère Hanna ; puis sur le règne tragique du premier roi d'Israël, Saül, choisi et oint par Samuel ; et enfin sur l'essentiel de la vie de David, dont la narration s'achève dans le Deuxième Livre de Samuel. Il couvre une période d'environ cent ans correspondant à peu près à la vie de Samuel.
Dans certaines bibles et traditions, les Livres de Samuel sont regroupés en un seul livre. Dans d'autres, ils constituent deux livres séparés, généralement désignés sous la forme I Samuel et II Samuel. Réunis, ils couvrent une période d'environ cent trente ans, de la naissance de Samuel jusqu'à juste avant la mort du roi David.

## Résumé
L'ensemble du Premier Livre est composé de 31 chapitres. Le repérage dans le texte se fait par une notation abrégée qui indique le livre, puis le chapitre et enfin le verset concerné. Ainsi, la naissance de Samuel est annoncée en 1S 1,20 : cela renvoie au 1er Livre de Samuel (1S), chapitre 1, verset 20.

### Samuel

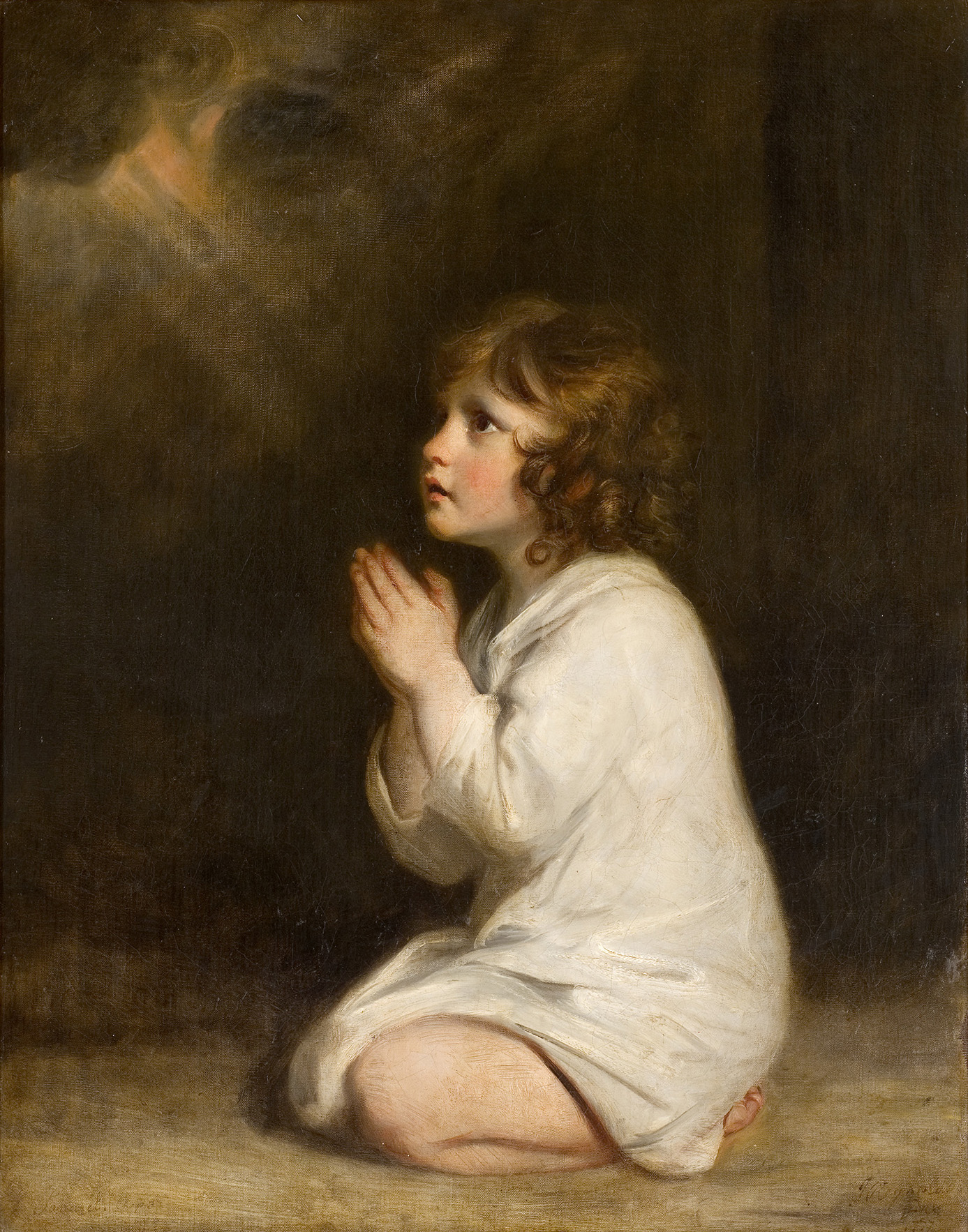
Samuel enfant par Joshua Reynolds, 1776 (musée Fabre, Montpellier).

Les chapitres 1 à 7 se concentrent sur l'histoire de Samuel lui-même, depuis sa naissance jusqu'à sa consécration comme juge d'Israël. Anne, l'une des deux épouses du souphite Elkana, ne peut enfanter et implore YHWH de lui donner un fils. Son vœu exaucé, elle fait don de cet enfant nommé Samuel au temple de Silo, où il doit désormais servir YHWH sous les ordres du grand-prêtre Éli. Le cantique d'Anna au chapitre 2 témoigne de sa dévotion envers YHWH. Puis les fils du prêtre Éli commettent un crime en ne respectant pas le rituel sacrificiel, provoquant la colère divine. YHWH se révèle à son nazir Samuel, qui devient alors son prophète reconnu ; il lui indique que la maison d'Éli est condamnée à jamais.
L'histoire nationale rejoint alors celle des destins individuels : Israël se heurte militairement à son ennemi philistin. Israël est battu, les deux fils d'Éli meurent ainsi qu'Éli lui-même, et l'Arche d'Alliance est prise. Toutefois, l'arche se révèle maléfique entre les mains des Philistins, qui s'empressent de la restituer à Israël ; puis Samuel parvient à redonner confiance aux troupes d'Israël qui, ayant cette fois YHWH à leurs côtés, l'emportent sur les Philistins. Samuel le libérateur devient alors juge d'Israël, ce qu'il reste jusqu'à sa mort.

### Samuel et Saül
Les chapitres 7 à 8 rapportent les mises en garde de Samuel contre le fait d'avoir de faux dieux et un mauvais roi. Il rencontre ensuite Saül et lui confère l'onction royale : les chapitres 9 à 15 décrivent le couronnement de Saül et son règne comme roi, tandis que Samuel abdique la judicature. Divers événements militaires émaillent le récit, car Israël s'oppose aux Ammonites, se soulève contre les Philistins (ce qui met en lumière les exploits de Jonathan, fils aîné de Saül et futur ami de David) et mène la guerre contre les Amalécites. Au terme de ce dernier épisode, Saül est rejeté par Yahvé pour n'avoir pas respecté ses ordres, notamment pour avoir épargné Agag, le roi des Amalécites, qu'il a capturé. Samuel exécute lui-même ce prisonnier.

### Saül et David

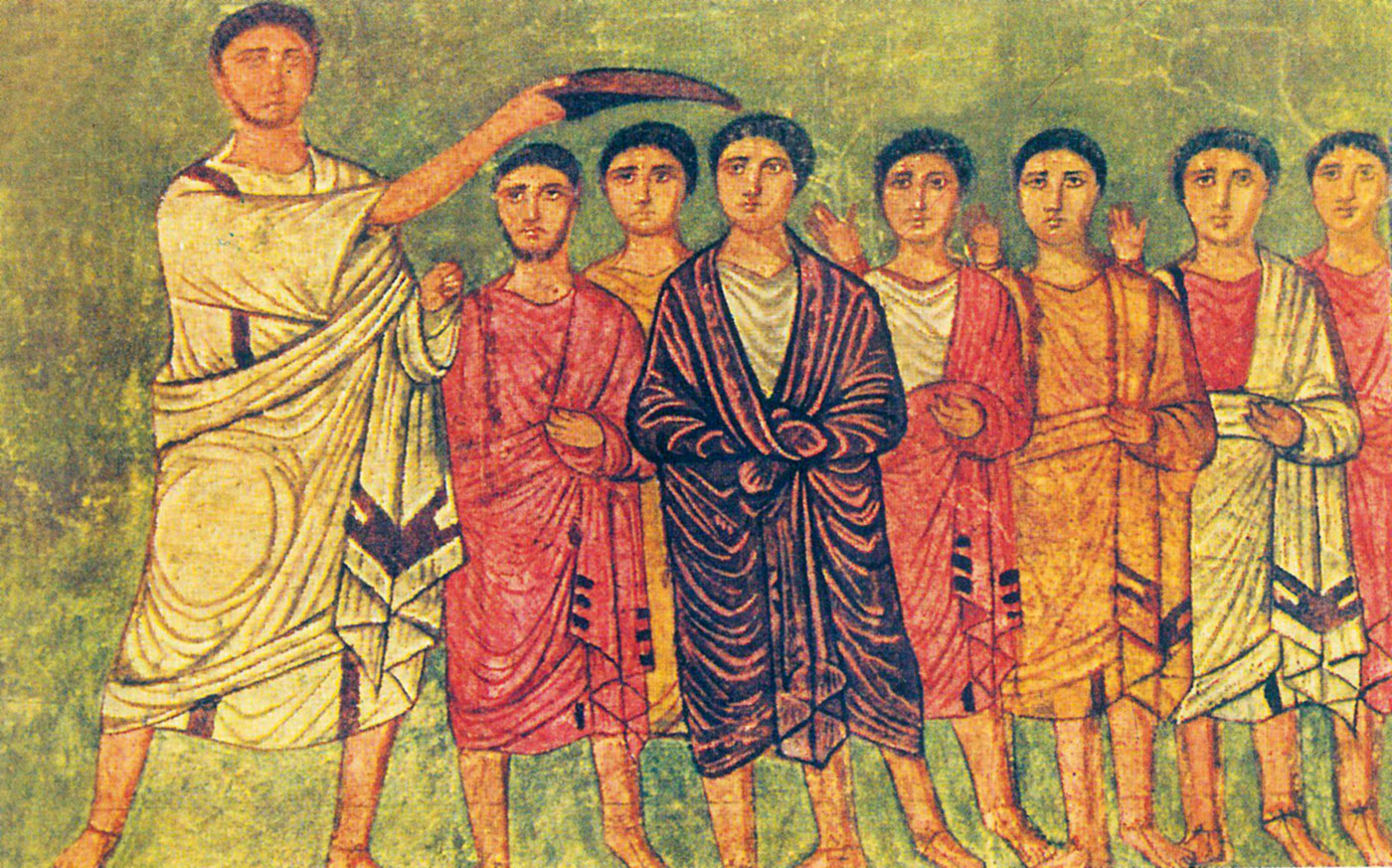
L'onction de David par Samuel (fresque de la synagogue de Dura-Europos en Syrie).

Les chapitres 16 à 31 racontent essentiellement l'histoire de David, son errance et sa montée au pouvoir : après la disgrâce de Saül, Samuel oint David qui n'est alors qu'un jeune berger, et qui entre au service de Saül comme écuyer-ménestrel. Il atteint à la gloire populaire en tuant Goliath, champion des Philistins ; mais Saül devient jaloux de lui et tente même d'attenter à sa vie à deux reprises. David, au contraire, épargne deux fois la vie de Saül. Avec l'aide de Jonathan, David s'enfuit de la cour de Saül et part en dissidence. C'est dans cette ultime partie du Premier livre qu'est annoncée la mort de Samuel, puis le mariage de David avec Abigail ainsi qu'avec Ahinoam. Plusieurs campagnes militaires sont décrites, auxquelles participe David. Lors d'une dernière guerre contre les Philistins, Saül consulte à Endor une nécromancienne, appelée la sorcière d'Endor, qui invoque à sa demande l'âme de Samuel. L'esprit du prophète annonce la mort imminente de Saül et de ses fils lors de la bataille à venir. Le livre s'achève par cette mort de Saül et de ses fils, dont Jonathan, au cours de la désastreuse bataille de Guelboé ; le couronnement de David n'intervient qu'au début du livre suivant.

## Thèmes

### La monarchie

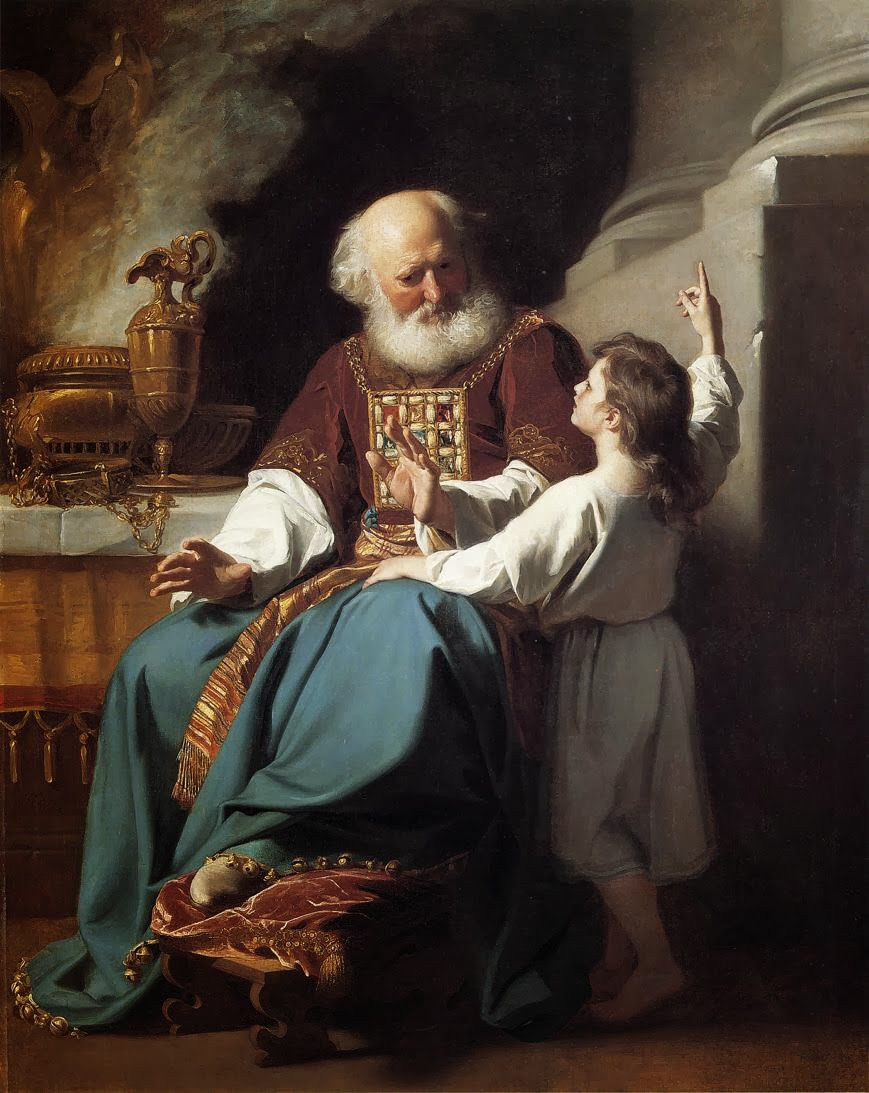
Eli et Samuel, tableau de John Singleton Copley, 1780.

Le premier livre de Samuel est consacré à la présentation de deux évènements fondamentaux dans l'histoire du peuple hébreu : l'instauration de la monarchie en lieu et place du système des juges, et l’élévation de David qui de pâtre est destiné à devenir roi et fondateur d'une dynastie éternelle. Si l'ascension de David à proprement parler se situe plutôt dans le Deuxième livre, certains éléments pointent déjà dans le Premier livre en direction de sa royauté, tandis que celle de Saül apparaît comme « [son] négatif ».
La mise en place d'un système monarchique ne signifie cependant pas que Yahvé abandonne son peuple à son sort. Au contraire, l'importance de Samuel qui oint Saül puis David comme roi d'Israël montre que, selon l'auteur du livre, le roi est second derrière le prophète et que le roi doit obéir totalement aux commandements divins.

### Légitimité davidique
Au-delà de l'existence même d'une monarchie, qui pose un certain nombre de difficultés d'ordre théologique, le texte de Samuel — et notamment celui du Premier livre — vise à établir a posteriori la légitimité de la dynastie issue de David afin de s'éloigner d'une réalité historique qui lui donnerait plutôt un rôle de chef de clan judéen dirigeant des razzias régulières envers ses voisins,. Les récits le concernant, notamment de 1S 16 à 2S 18, insistent donc sur sa représentation comme roi de « tout Israël ». Dans le Premier livre en particulier, un lien très fort est établi avec Saül afin de montrer à quel point David est son héritier légitime : non seulement David est mis par lui sur le trône, mais il épouse Mikal, l'une des filles de Saül, et il éprouve une immense amitié envers son fils Jonathan. Ces deux enfants de Saül se disent même prêts à sauver David contre leur propre père, et Jonathan réaffirme explicitement la légitimité de la succession de Saül par David. Il y a là très probablement une volonté de justifier, au VIIe siècle, les visées politiques du royaume de Juda sur le territoire de Benjamin.

## Composition

### Un texte enchevêtré
Émile Osty relève les approximations d'assemblage de l'ensemble des livres de Samuel, où « redites et enchevêtrements abondent » ; mais c'est dans le premier livre que cette hétérogénéité est le plus visible. Des éléments narratifs sont ainsi doublés sans raison apparente. La présentation de David à Saül, par exemple, est multiple et divergente : il est initialement vu comme « vaillant, un homme de guerre » quand il entre au service de Saül (1S 16,18), mais en 1S 17,33 il n'est plus « qu'un enfant » ; et après sa victoire contre Goliath, Saül demande à nouveau à David qui il est (1S 17,58 : « De qui es-tu le fils, jeune homme? »). D'autres divergences notables apparaissent, comme lorsque Samuel rencontre Saül en 1S 19,22-24 alors que plus tôt il était indiqué que « Samuel ne revit plus Saül jusqu'au jour de sa mort » (1S 15,35).

### Une rédaction composite
Selon P. Kyle McCarter, traducteur et commentateur du premier livre : 

« Les problèmes de critique des sources rencontrés dans le livre de Samuel sont si complexes au sein du livre lui-même et si subtiles dans leurs relations avec les autres parties de la Bible qu’ils ont résisté aux solutions généralement admises dans la plupart des cas. Les narrations concernant Samuel, Saül et David qui constituent notre livre paraissent hétérogènes même au non spécialiste. De nombreuses tensions thématiques internes, des duplications et des contradictions empêchent une lecture linéaire de cette histoire. »

Émile Osty confirme cette complexité des sources et le « caractère composite » de l'ensemble des livres de Samuel, et surtout du Premier livre ; il souligne de plus que le texte hébreu massorétique est l'un des plus défectueux de toute la Bible, à cause de nombreux « passages difficiles, partiellement ou même totalement corrompus. »
Le caractère composite a trouvé une explication dans la théorie de l'Histoire deutéronomiste proposée dans les années 1940 par Martin Noth, selon laquelle plusieurs récits anciens indépendants auraient été reliés après l'exil par un ou plusieurs rédacteurs. Parmi ces récits se trouve celui du retour de l'Arche qui est relaté en 1 S 4-6 et qui trouve sa conclusion en 2S6. Ce récit est daté, selon les critiques, du Xe au VIe siècle av. J.-C. et pose de nombreuses questions sur le lien entre ce texte et ceux qui l'entourent. En effet, des échos de ce texte apparaissent dans d'autres chapitres, le début du récit est difficile à délimiter et les intentions de l'auteur sont difficiles à cerner.
Il est toutefois notable que la question monarchique habite tout particulièrement le Premier livre. Il est possible que le rédacteur deutéronomiste ait ce sujet à l'esprit lorsqu'il compose le livre de Samuel, et que le thème du monarchisme serve alors de lien entre différents passages narratifs issus de diverses traditions ; cette rédaction reflète également un point de vue antimonarchique typique dans le contexte de l'exil. Néanmoins, c'est là une thèse qui s'appuie sur l'hypothèse d'un rédacteur initial deutéronomiste (théorie de Martin Noth) ; mais ce modèle de « l'histoire deutéronomiste » telle que présentée par Noth n'est plus universellement acceptée aujourd'hui,. D'autres chercheurs envisagent depuis les années 1970 que le deutéronomiste n'a fait que reprendre une plus ancienne composition, pré-exilique, pouvant remonter aux IXe/VIIIe siècles av. J.-C.. Ainsi est-il très envisageable dans Samuel que les rédacteurs aient repris dans la tradition un « récit de l'ascension de David » allant jusqu'à son couronnement et à la capture de Jérusalem. Il est plus difficile, en revanche, de se prononcer sur l'origine du récit de la succession davidienne  dans le Deuxième livre (tradition ancienne ou création tardive ?).
Quoi qu'il en soit, derrière cet « idéal charismatique » qu'incarne Samuel, encore renforcé par les échecs de Saül, apparaît clairement le programme théologique et politique post-exilique qui est typique du rédacteur deutéronomiste : il s'agit de fonder le fonctionnement de la communauté sur l'obéissance à Dieu et non sur une institution.

## Exégèse et analyses

### Commentairesde Bède le Vénérable

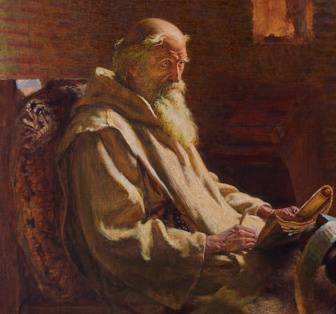
Le Vénérable Bède traduit Jean (détail), par James Doyle Penrose (1902).

Le texte de Bède sur I Samuel rédigé au VIIIe siècle est peu connu et diffusé par la suite, alors même qu'il s'agit de son plus long ouvrage de commentaire de l'Ancien Testament, qu'il est le premier à en proposer une exégèse aussi importante et qu'il estimait lui-même que son commentaire de I Samuel était une œuvre importante qui lui avait « coûté beaucoup de travail et de sueur ». Cela peut toutefois s'expliquer par la destruction de plusieurs manuscrits au moment des invasions vikings des IXe et Xe siècles, qui ont rendu le texte difficile à trouver, ainsi que par l'accumulation d'erreurs dans les rares versions restantes.
Il est remarquable que Bède ne profite pas de l'approche anti-monarchique très présente dans le livre pour en appliquer les arguments à la monarchie anglo-saxonne d'alors, contre laquelle il émet par ailleurs des critiques marquées.

### Invocation de Samuel
Avant la bataille dans laquelle il mourra, Saül fait invoquer par une nécromancienne l'esprit de Samuel. En faisant cela, Saül viole une loi qu'il a lui-même édictée et qui interdit le recours à la nécromancie. Cependant, son désir de savoir est le plus fort et il peut parler à Samuel. Cette apparition d'une personne morte est la première dans le monde occidental et instaure le triangle classique dans de telles légendes à savoir le demandeur, l'évocateur et l'évoqué.

### Samuel I, 8: critique de la royauté
Le livre de Samuel est d'abord celui de l'instauration de la royauté chez les Hébreux après la période des juges qui sont en même temps chef civil, chef militaire et prophète. Cette instauration de la monarchie ne plaît pas à Yahvé même si celui-ci ne l'interdit pas. En effet, se donner un roi, c'est refuser que Dieu conduise son peuple et cela ne peut amener que des ennuis si le roi ne suit pas scrupuleusement les ordres divins qui peuvent lui être transmis par les prophètes. Cette critique de la royauté a été utilisée durant la période des guerres de religion par des analystes qui ont réfléchi à l'essence du pouvoir royal. Les opposants à l'exercice du pouvoir par le roi ont une lecture qui vise à limiter les droits du roi alors que les monarques pouvaient considérer que le bien des sujets était en réalité leur. Pour empêcher ce risque de transformation de la monarchie en tyrannie, il importe de limiter la puissance royale.

## Évocations dans l'art

### Musique
- Saül, un oratorio composé par Haendel.